# Епархия Анбара Халдейского
Епархия Анбара Халдейского (лат. Anbarensis Chaldaeorum) — несуществующая сегодня епархия несторианской Ассирийской церкви Востока, с 1980 года — титулярная епархия Халдейской католической церкви.

## История
Античный город Фируз-Шапур или Перисапора, который находился недалеко от современного Багдада, в первые века христианства был центром одноимённой несторианской епархии, входившей в митрополию Кашкара.
С 1980 года епархия Анбара Халдейского является титулярной епархией Халдейской католической церкви.

## Титулярные епископы
- епископ Stéphane Katchou (3.10.1980 — 10.11.1981) — назначен архиепископом Басры;
- епископ Ibrahim Namo Ibrahim (11.01.1982 — 3.08.1985) — назначен епископом епархии Святого Фомы в Детройте;
- епископ Шлемон Вардуни (12.01.2001 — по настоящее время).

## Источник
- Annuario Pontificio, Libreria Editrice Vaticana, Città del Vaticano, 2003, стр. 758, ISBN 88-209-7422-3
- [Michel Lequien, Oriens christianus in quatuor Patriarchatus digestus, Parigi 1740, Tomo II, coll. 1171—1174  (лат.)